# Einar Tang-Holbæk
Einar Tang-Holbæk es un deportista danés que compitió en tiro con arco, en la modalidad de arco recurvo. Ganó trece medallas en el Campeonato Mundial de Tiro con Arco al Aire Libre entre los años 1946 y 1953.

## Palmarés internacional
| Campeonato Mundial al Aire Libre | Campeonato Mundial al Aire Libre | Campeonato Mundial al Aire Libre | Campeonato Mundial al Aire Libre |
| Año                              | Lugar                            | Medalla                          | Prueba                           |
| -------------------------------- | -------------------------------- | -------------------------------- | -------------------------------- |
| 1946                             | Estocolmo (Suecia)               | Medalla de oro                   | Individual                       |
| 1946                             | Estocolmo (Suecia)               | Medalla de oro                   | Equipo                           |
| 1947                             | Praga (Checoslovaquia)           | Medalla de plata                 | Equipo                           |
| 1948                             | Londres (Reino Unido)            | Medalla de plata                 | Individual                       |
| 1948                             | Londres (Reino Unido)            | Medalla de plata                 | Equipo                           |
| 1949                             | París (Francia)                  | Medalla de bronce                | Individual                       |
| 1949                             | París (Francia)                  | Medalla de bronce                | Equipo                           |
| 1950                             | Copenhague (Dinamarca)           | Medalla de oro                   | Equipo                           |
| 1950                             | Copenhague (Dinamarca)           | Medalla de plata                 | Individual                       |
| 1952                             | Bruselas (Bélgica)               | Medalla de plata                 | Equipo                           |
| 1952                             | Bruselas (Bélgica)               | Medalla de bronce                | Individual                       |
| 1953                             | Oslo (Noruega)                   | Medalla de plata                 | Individual                       |
| 1953                             | Oslo (Noruega)                   | Medalla de plata                 | Equipo                           |